# واینا هوهتالا
واینا هوهتالا (انگلیسی: Väinö Huhtala; ۲۴ دسامبر ۱۹۳۵ – ۱۸ ژوئن ۲۰۱۶) اسکی‌باز صحرانوردی اهل فنلاند بود.